# Breakfast with Einstein
Breakfast with Einstein (Desayuno con Einstein) es una película de televisión de 1998 dirigida por Craig Shapiro y distribuida por Studio Canal.

## Sinopsis
Joey (Shia LaBeouf) es un muchacho de 11 años que se siente triste y solo desde que murió su madre. El destino le trae a un simpático perro abandonado llamado Einstein. El animal no hace más que travesuras y rompe uno de los trofeos más apreciados por el padre de Joey. Ahora, el muchacho deberá demostrar que su nuevo amigo es capaz de ganar la copa de los perros sabios para poder quedarse a vivir con su nueva familia.

## Reparto
- Shia LaBeouf - Joey
- Ben Foster - Ryan

- Datos: Q4959494